# Espectromorfologia
L'espectromorfologia és un conjunt d'eines conceptuals que permeten descriure la forma dels sons, la seva estructura i les relacions entre ells. L'anàlisi espectromorfològic s'utilitza sovint per descriure i analitzar música electroacústica, especialment música acusmàtica. El terme va ser introduït l'any 1986 per Denis Smalley i complementa les propostes de Pierre Schaeffer, escriptor, compositor i acadèmic francès pioner de la música concreta. .
La feina de Schaeffer al INA/GRM de París a partir de finals dels 40, va culminar amb la publicació del Tractat dels objectes musicals l'any 1966. La noció d'espectromorfologia de Smalley es basa en les teories de Schaeffer sobre l'ús de sistemes de classificació dels sons.
El terme que introdueix Smalley es refereix a l'anàlisi de l'evolució morfològica de l'espectre sonor percebuda al llarg del temps, i alhora argumenta que aquest espectre percebut no existiría sense una certa morfologia: s'ha de donar forma a certa entitat, i aquesta entitat ha de tenir necessàriament contingut sonor.

## Marc teòric
El marc teòric de l'espectromorfologia s'articula en quatre parts:
- Tipologia de l'espectre sonor
- Morfologia
- Moviment
- Estructura de processos

### Tipologies espectrals
Smalley defineix tres tipologies espectrals diferents per descriure el que ell anomena "el continu entre soroll i nota". Aquest continu es subdivideix en tres elements principals:
- Soroll.
- Node (entitats sonores amb textures més complexes que un to concret).
- Nota, que alhora se subdivideix en: nota, espectre harmònic i espectre inharmònic.

### Arquetips morfològics
Smalley també designa diferents arquetips morfològics:
- Atac-impuls: modelat en notes, l'esdeveniment sonor acaba just després de l'atac. L'atac i l'acabament del so són la mateixa cosa.
- Atac-caiguda (tancat i obert): modelat en sons on l'atac es prolonga en el temps gràcies a una ressonància que s'esvaeix tot marcant l'acabament del so. La versió tancada es caracteritza per una caiguda del so més ràpida; l'atac té el paper principal. La versió oberta té una caiguda més gradual; la percepció no se centra tant en l'atac, sinó en el comportament del so durant l'etapa de ressonància.
- Continuant gradual: modelat en sons sostinguts. L'atac és gradual i s'estabilitza en una fase continuant que acaba decaient gradualment. L'atac es percep amb molta menys importància a l'hora de definir el so. L'atenció se centra principalment en l'evolució del so durant la fase continuant.